# Cremnops borealis
Cremnops borealis är en stekelart som först beskrevs av Szepligeti 1914.  Cremnops borealis ingår i släktet Cremnops och familjen bracksteklar. Inga underarter finns listade i Catalogue of Life.